# 那座河
那座河，位于中华人民共和国广东省阳春市北部，是西山河左岸支流，发源于阳春市松柏镇与河塱镇交界处的金竹大山，蜿蜒向东南流经松柏镇云容瑶族村、北河水库、青山村、陂面镇那座村等地，于陂面镇六村岗村彭屋寨汇入西山河。河长39千米，流域面积171平方千米。